# Grant Hill
Grant Henry Hill, född 5 oktober 1972 i Dallas i Texas, är en amerikansk före detta basketspelare (small forward).
Efter att ha studerat vid Duke University debuterade han 1994 i NBA för Detroit Pistons. Efter säsongen tilldelades han utmärkelsen NBA Rookie of the Year, delat tillsammans med Jason Kidd (Dallas Mavericks). Totalt spelade han 19 säsonger, i Detroit Pistons, Orlando Magic, Phoenix Suns och Los Angeles Clippers.
2018 blev han invald vid Naismith Memorial Basketball Hall of Fame.

## Landslagskarriär
Grant Hill var med och tog OS-guld 1996 i Atlanta. Detta var USA:s elfte guldmedalj på herrsidan i basket vid olympiska sommarspelen. 

## Privatliv
Hill är sedan 1999 gift med R&B-sångerskan Tamia. Tillsammans har de två barn.